# Cathédrale de Terlizzi
Pour les articles homonymes, voir Terlizzi (homonymie).
La cathédrale de Terlizzi est une église catholique de Terlizzi, en Italie, dédiée à saint Michel-Archange. Elle sert de cocathédrale au diocèse de Molfetta-Ruvo-Giovinazzo-Terlizzi. Elle a été bâtie de 1783 à 1872 selon le style néoclassique avec une façade à colonnes ioniques sous un fronton à la grecque. Elle remplace une ancienne église romane.

## Tableaux
Quatre grands tableaux de l'enfant du pays, Michele de Napoli (1808-1892), sont remarquables à l'intérieur : Saint Thomas rédigeant l'office du Saint-Sacrement (1878), L'Invention de l'icône de la Madone de Sovereto (1882), La Madeleine repentante (1884) et Le Retour du Saint-Sépulcre (1885).